# Географія Естонії

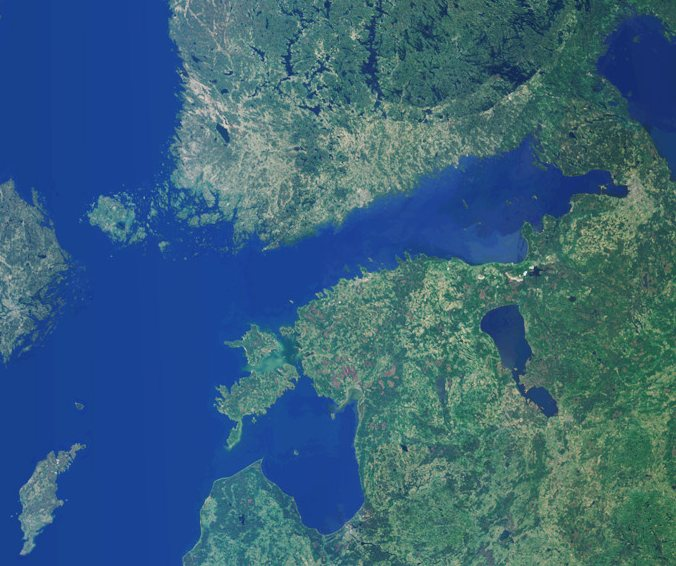
Супутниковий знімок Естонії

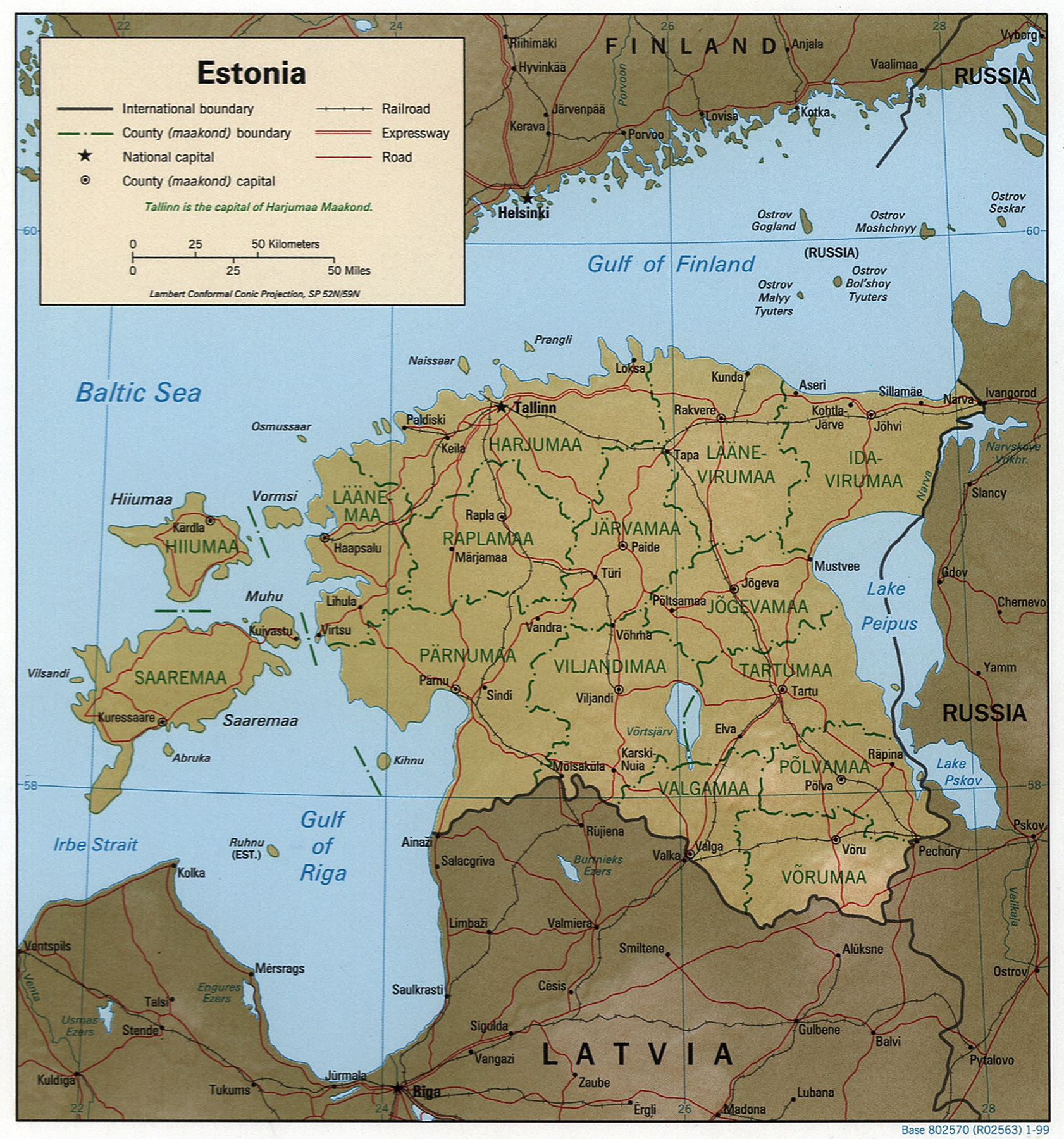
Детальна карта Естонії

Естонія — країна Північної Європи, розташована на північно-західній околиці Східно-Європейської рівнини біля східних берегів Балтійського моря, між Фінською і Ризькою затоками. Середня висота території Естонії становить близько 50 м, вища — південно-східна частина Естонії з височинами Хаанья (найвища точка республіки — гора Суур Мунамяґі, висота 318 м). Площа країни становить 45,227 тис. км². Клімат морський, перехідний до помірно-континентального; погода мінлива. Країна цілковито лежить у смузі мішаних лісів, переважно хвойні породи — сосна і ялина. Фауна типова для зони мішаних лісів. Багато видів ссавців, птахів, як і неповторні ландшафти й пам'ятки природи, знаходяться під охороною держави.

## Назва
Назва країни Естонія (ест. Eesti) походить від латинізованої версії германського слова Естланд (нім. Estland), яке можливо походить від германського слова східний (шлях). Інша версія виводить назву країни від назви народу естії (лат. Aestia), що вперше згадуються в текстах у Тацита в I столітті н. е. щодо пруссів Мазурії у Польщі, а не Естонії. Давньоруською мовою естонців звали чудь (д.-рус. чудь) — від готського слова народ (гот. Deutsch), а в народній етимології воно також пов'язане зі слов'янським коренем чудний. Литовська назва країни (лит. Igaunija) походить від назви давнього племені Ugaunian, що мешкало в південно-східній Естонії. Фінська ж назва країни (фін. Viro) походить від назви давнього племені Vironian, що мешкало в північній частині країни на узбережжі Фінської затоки.

## Розташування

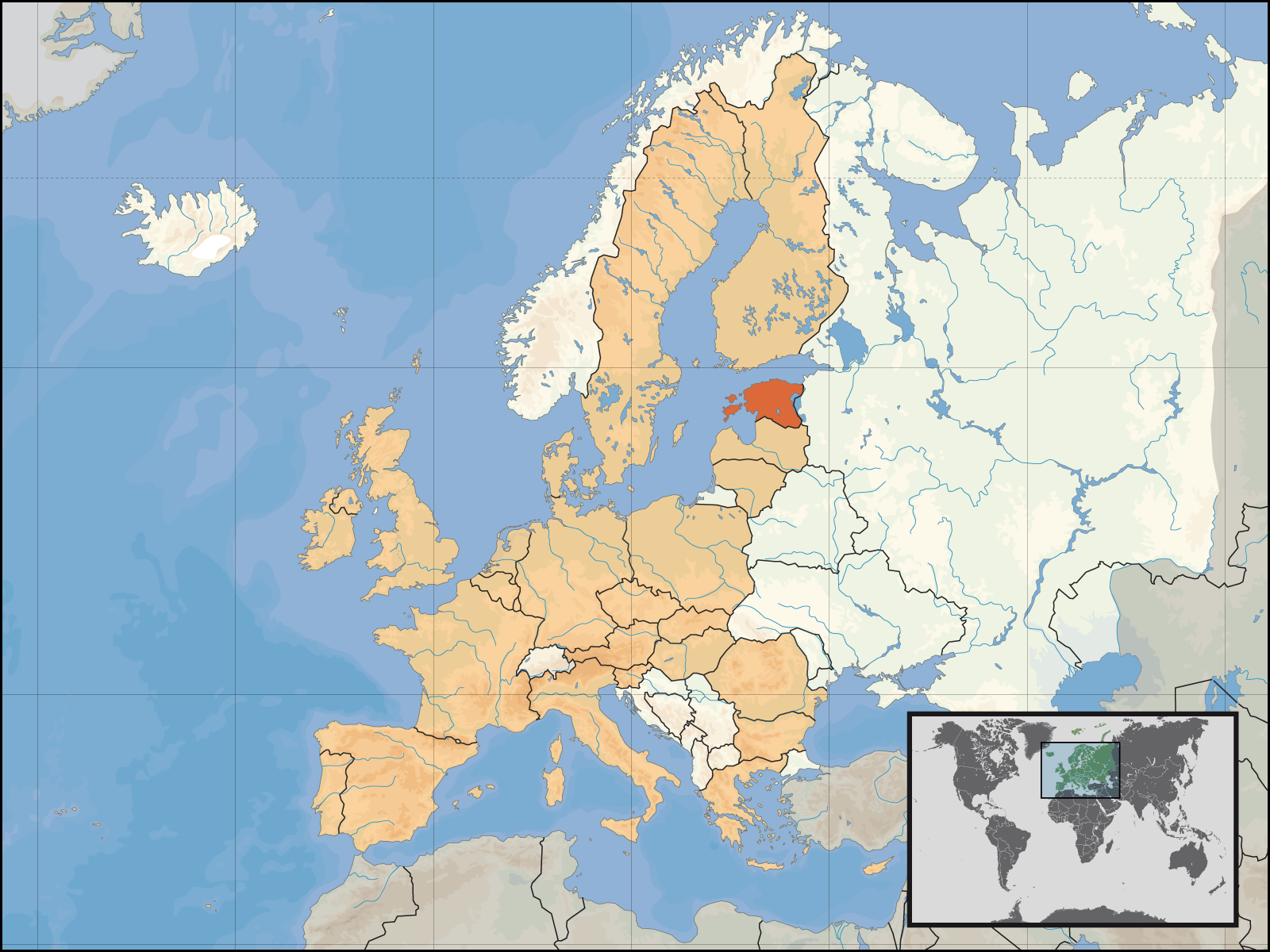
Естонія на мапі Європейського Союзу.

Естонія лежить між 59°49′17′′ і 57°30′33′′ північної широти, 21°45′51′′ і 28°12′38′′ східної довготи, на північно-західній околиці Східно-Європейської рівнини біля берегів Балтійського моря, між Фінською і Ризькою затоками. На півночі країна через Фінську затоку межує з Фінляндією; на сході, річкою Нарва, водами Нарвського водосховища, Чудського і Псковського озер, — з Росією; на півдні — з Латвією; на заході, через води Балтійського моря — зі Швецією. Естонія простягається із півночі на південь на 240 км, а із заходу на схід — на 350 км.

### Крайні пункти
| о. Вайндло село Карисйооді о. Ноотамаа Нарва мис Пуреккарі мис Рамсіclass=notpageimage\| Крайні точки Естонії |

Крайні пункти Естонії з островами:
- північна точка — острів Вайндло (ест. Vaindloo saar) 59°49′17″ пн. ш. 26°21′31″ сх. д. / 59.82139° пн. ш. 26.35861° сх. д.;
- південна точка — поблизу села Карісьооді (ест. Karisöödi), волость Миністе 57°30′33″ пн. ш. 26°37′00″ сх. д. / 57.50917° пн. ш. 26.61667° сх. д.;
- західна точка — острів Ноотамаа (ест. Nootamaa) 58°19′20″ пн. ш. 21°45′51″ сх. д. / 58.32222° пн. ш. 21.76417° сх. д.;
- східна точка — Нарва (ест. Narva) 59°22′13″ пн. ш. 28°12′36″ сх. д. / 59.37028° пн. ш. 28.21000° сх. д.

Крайні пункти материкової Естонії:
- північна точка — мис Пуреккарі (ест. Purekkari) 59°40′31″ пн. ш. 25°41′49″ сх. д. / 59.67528° пн. ш. 25.69694° сх. д.;
- південна точка — село Карісьооді (ест. Karisöödi) 57°30′33″ пн. ш. 26°37′00″ сх. д. / 57.50917° пн. ш. 26.61667° сх. д.;
- західна точка — мис Рамсі (ест. Ramsi) 59°01′31″ пн. ш. 23°24′15″ сх. д. / 59.02528° пн. ш. 23.40417° сх. д.;
- східна точка — Нарва (ест. Narva) 59°22′13″ пн. ш. 28°12′36″ сх. д. / 59.37028° пн. ш. 28.21000° сх. д..

|                |                   |                            |                 |               |               |
| Вайндло з моря | У волості Миністе | Ландшафт західних островів | Нарвський замок | Мис Пуреккарі | на мисі Рамсі |

## Геологія
Естонія лежить на східному узбережжі Балтійського моря, на рівній північно-західній частині Східноєвропейської платформи. Корінні породи північного узбережжя — кембрійські глини і пісковики; в центральній смузі — силурійські й ордовицькі вапняки, доломіти, мергелі; південну частину складають девонські пісковики, які на південному сході розбавляють девонські вапняки й доломіти.
Четвертинні покрови країни досить різнобарвні: більша частина вкрита карбонатною мореною, південна — безкарбонатною піщаною, або глинистою мореною. Поширені флювіогляціальні, озерно-льодовикові, морські відкладення, торф.
|                        |                         |                                               |                                                                 |                                  |
| Епоха Анцилового озера | Епоха Літоринового моря | Оголення девонських пісковиків, Херма Маєміне | Ордовицький кукерсит (горючі сланці) на північному сході країни | Викопні рештки у горючих сланцях |

### Корисні копалини
Корисні копалини Естонії: горючі сланці (загальні запаси близько 6 млрд тон), торф (загальні запаси на площі 910 тис. га близько 14 млрд м³ сирця), фосфорити (промислові запаси 250 млн тон), глини, вапняки, доломіт і піски, лікувальні грязі й мінеральні води («Вярска»). Північно-східна частина Естонії, Сланцевий басейн — головний гірничо-промисловий район країни, багатий на горючі сланці й фосфорити.

## Рельєф

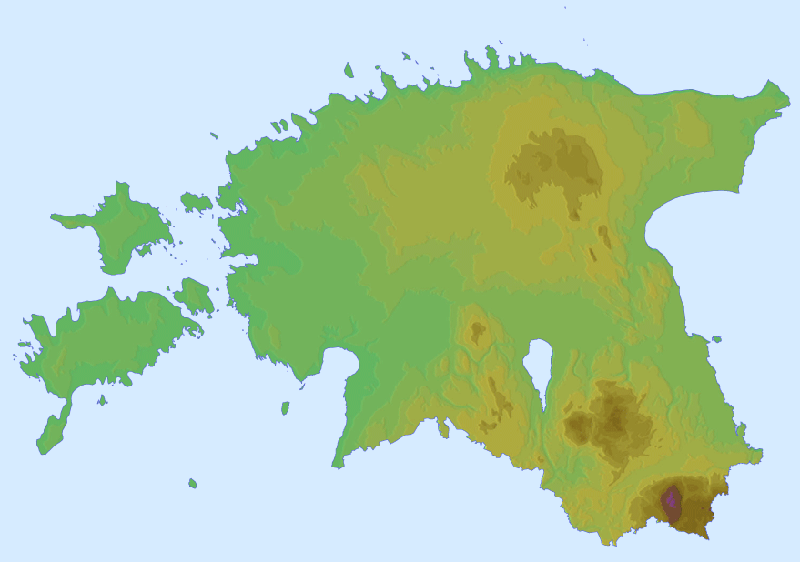
Карта рельєфу Естонії

Рельєф рівнинний та горбистий, переважно хвиляста низовина з пересічною висотою 50-100 м, що підіймається із заходу і півночі на південний схід, лише 10 % території лежить вище 100 м над рівнем моря. Великий вплив на формування рельєфу країни завдали плейстоценові льодовики. Після танення льодовика територія країни зазнає висхідних рухів зі швидкістю 1,5 м в сторіччя, внаслідок чого води поблизу узбережжя міліють, з'являються нові острови, які з часом поєднуються з материком.
Пересічна висота західних районів країни не вище 20 м. Тут поширені морські, абразійні, моренні й заболочені рівнини. У центральних і південних районах домінують льодовикові і водно-льодовикові форми рельєфу — поряд із моренними рівнинами поширені кінцеві моренні вали, ланцюги озів і друмлінів, ками. На південному сході горбисто-моренний рельєф височин переходить у зандрову рівнину талих льодовикових потоків. На узбережжі переважають форми рельєфу морського походження.
Низини Естонії: Західно-Естонська, Північно-Естонська, Пярнауська та прибережні низини озера Виртс'ярв і Чудського.
Окремі височини підносяться на південному сході — Хаанья (Суур-Мунамягі, 318 м), Отепя (Куюсє, 217 м), Сакала (145 м) та на північному сході, серед вапнякового плато — Пандівере (166 м). На виходах карбонатних порід силуру й ордовика розвинений карст.

Відомі метеоритні кратери — Каалі, Ілуметса, Тсиирікмяе і Кярдласька астроблема.

### Узбережжя
Узбережжя Естонії досить звивисте, з безліччю заток (Талліннська бухта, затоки Мардіхансу, Лахепере, Матсалу, Пярну, Нарвська), островів і мисів, загалом низьке кам'янисте, скелясте, або піщане, загальною довжиною 3794 км. Вздовж північного узбережжя Естонії простягається Північно-Естонський глінт (західна частина Балтійсько-Ладозького уступу). Північне узбережжя островів Муху і Сааремаа складене уступами. На узбережжі поширені берегові вали, дюни, місцями вапнякові уступи (глінти). Піщані пляжі в гирлах річок улюблені місця відпочинку естонців. Річки, що течуть через уступ, прорізують глибокі долини, утворюють перекати й водоспади.
Поблизу узбережжя море неглибоке, особливо протока Вяйнамері (Муху), або «море проток», багато підводних скель та мілин, що значно ускладнюють судноплавство. Найбільша глибина спостерігається у Фінській затоці (121 м). Глибокі бухти сконцентровані, головним чином, на північному узбережжі — Талліннська бухта.
|                 |                                   |                            | Кліф Пейте поблизу Сілламяе |
| Узбережжя Кіхну | Таллінн на березі Фінської затоки | Північно-західне узбережжя | Кліф Пейте поблизу Сілламяе |

### Острови
Близько 9 % території країни (4,2 тис. км²) займають 1521 острови; західні острови Сааремаа (ест. Saaremaa; 2673 км², що більше за площу Люксембургу), Хіюмаа (ест. Hiiumaa; 965 км²), Муху (ест. Muhu; 198 км²), Вормсі (ест. Vormsi; 93 км²) та інші утворюють Західно-Естонський (Моонзундський) архіпелаг. На північному узбережжі значними за площею є острова: Мохні (ест. Mohni; 62 га), Найссар (ест. Naissaar; 18 км²), Аегна (ест. Aegna; 3 км²), Пакрі (ест. Pakri saared; 24,7 км²), Осмусаар (ест. Osmussaar; 5 км²).
|                            |                         |                        |                                  |                |
| Вранішні краєвиди Сааремаа | Маяка Тахкуна на Хіюмаа | Узбережжя острова Муху | Сільський краєвид острова Вормсі | Острів Найсаар |

Найпівденніший острів Естонії, Рухну (ест. Ruhnu; 12 км²), омивається водами Ризької затоки; найпівнічніший, Вайндло (ест. Vaindloo saar; 6 га) — водами Фінської.

## Клімат

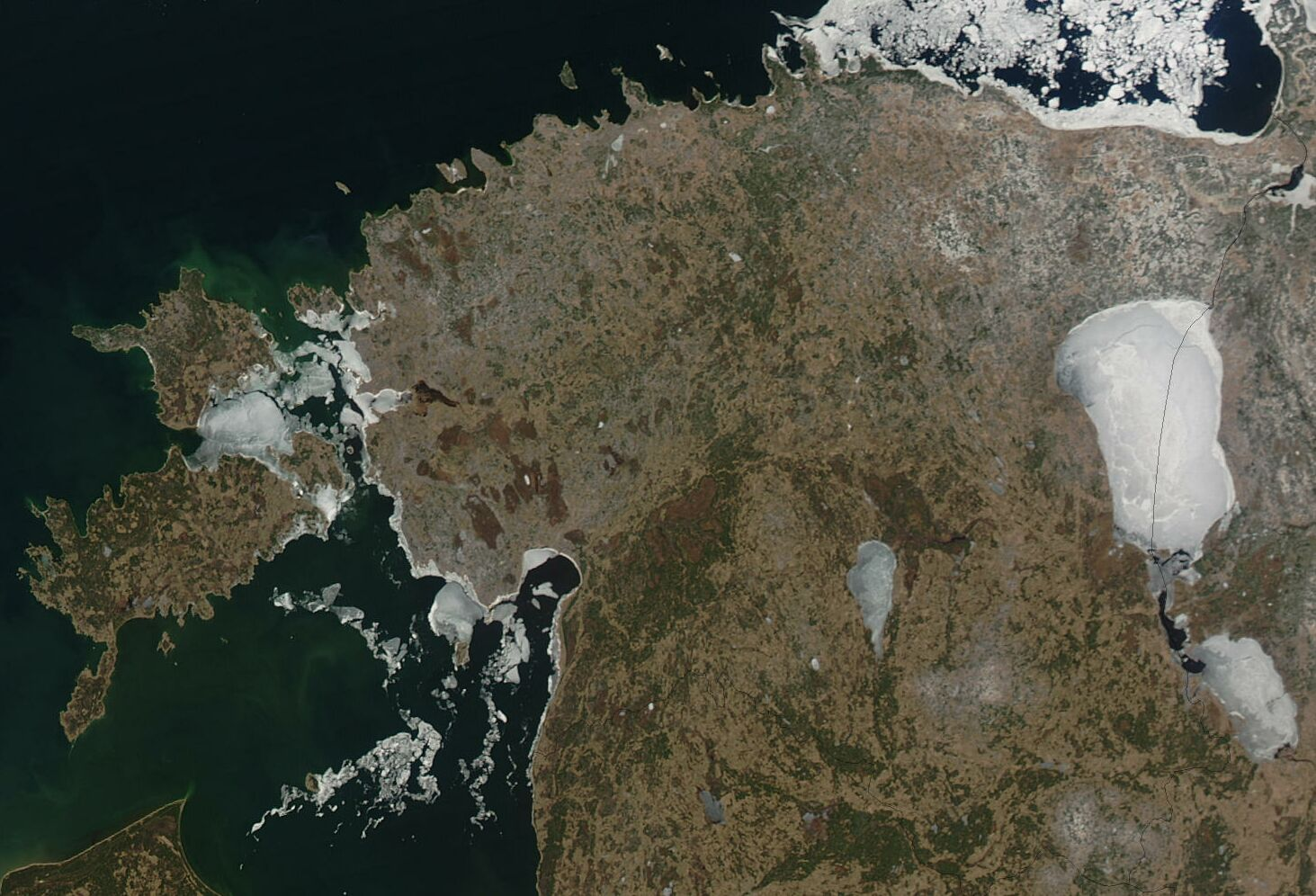
Естонія з космосу, квітень 2004

Клімат Естонії м'який і вологий, перехідний від морського до помірно континентального. Естонія знаходиться під впливом вологих повітряних мас з Атлантики, що надходять із заходу, а також сухого арктичного повітря, що надходить з північного сходу, з Руської рівнини. За кліматичними умовами виокремлюють приморський район і внутрішню Естонію, де зима більш прохолодна, а літо жаркіше.
Зима м'яка й волога. Пересічна температура січня від −3,4 °C (на острові Вільсанді) до −6,6 °C на південному сході (Тарту). Літо тепле, нежарке; пересічна температура липня від +16,5 °C (на узбережжі Фінської затоки та на островах Балтійського моря) до +17,5 °C (на південному сході). Бувають роки, коли літо видається посушливим і жарким, а зима морозною, або літо прохолодне і дощове, а зима досить м'яка.
Опадів 550—700 мм на рік, на узвишшях, що затримують вологі повітряні маси із заходу, — до 700 мм, на західному узбережжі місцями до 500 мм. Максимум опадів припадає на другу половину літа. Сніговий покрив лежить від 70 до 130 днів на рік.
Вегетаційний період триває 170—185 діб, період активної вегетації — 120—130. Такі умови дозволяють вирощувати в країні усі типи культур північної смуги землеробства. Неврожаї, раз на 3-5 років, зумовлює дощове холодне літо.
Постійний вплив циклонів робить погоду досить нестійкою, особливо навесні й восени. Про погоду в Естонії можна дізнатись із сайту ilm.ee [Архівовано 4 травня 2022 у Wayback Machine.].
Тривалість найкоротшого і найтривалішого днів в річному циклі: день зимового сонцестояння триває від 6 годин 2 хвилини (Таллінн) до 6 годин 39 хвилин (Валга); день літнього сонцестояння триває від 18 годин 40 хвилин до 18 годин 10 хвилин, відповідно.
|                                  |
| Туман в заказнику Пих'я-Кирвемаа |

Море поблизу Естонії замерзає на недовгий час, наприклад, Талліннська затока лише на 1,5 місяця.

## Гідрографія
Естонія має розвинену річкову мережу (0,2 км/км²), але більшість річок влітку маловодні, більше тисячі озер і безліч боліт. Головний вододіл країни, що відділяє річки Балтійського моря від річок Чудського озера, починається на півдні на узвишші Сакала, далі йде на північ майже меридіонально до височину Пандівере, де повертає на схід і далі на північний схід, майже до самої Фінської затоки. Озера й річки Естонії багаті на рибу, на їх берегах створено багато місць відпочинку. Гідроенергетичний потенціал річок незначний, половина з якого припадає на Нарву, на якій створено Нарвське водосховище.

### Річки
Річки Естонії несуть свої води до Балтійського моря та Чудського озера, басейн Балтійського моря. Річки короткі, переважно маловодні, лише 9 з них довші за 100 км: Пярну (144 км) з притокою Навесті, Нарва (ест. Narva jõgi), Казарі і Емайигі (ест. Emajõgi) з притоками Ах'я, Педья, Пилтсамаа; Піріта, Казарі з притокою Тезнузе, Виханду.
Північні річки Нарва, Кунда, Лообу, Валгейигі, Ягала, Піріта, Кейле, прорізують вапняки Північно-Естонського глінта глибокими долинами з перекатами, водоспадами і несуть свої води до Фінської затоки. Річки півдня, Ах'я, Виханду і Піуза прорізують червоні девонські пісковики.
Повінь на естонських річках настає в період весняного танення снігу (до 5 м). Осінні дощи рідко викликають паводки.

При меліорації річки слугують водоприймачами меліоративних систем. На окремих ділянках Нарва і Емайигі судноплавні.

### Водоспади
Річки Нарва, Лообу, Валгейигі, Ягале, Кейле, що течуть через Північно-Естонський уступ, прорізують глибокі долини, утворюють перекати й численні водоспади.

### Озера
На території країни налічується понад 1150 озер і 250 ставків і водосховищ, що займають 4,8 % території країни (2200 км²). Найбільші з них — судноплавні: Чудське (ест. Peipsi-Pihkva järv), площею 3,56 тис. км², з яких Естонії належить 1,53 тис. км²; Виртс'ярв (ест. Võrtsjärv), площею 270 км²; Нарвське водосховище, площею 0,2 тис. км², з яких Естонії належить 0,04 км². Лише 50 озер мають площу більшу за 1 км², лише 3 з них більші за 10 км² (Чудське, Виртс'ярв, Суурлахт на острові Сааремаа).
Більшість озер займають льодовикові котловини (Пюхарв, або «святе озеро»), западини між озами, камами і кінцевими моренами (Куртна, Нєеруті, Аегвійду, Паункюла), друмлінами (Саад'ярв), або долини (Вільянді). Унікальне озеро Каалі на острові Сааремаа заповнює метеоритний кратер. На північному й, особливо, західному узбережжі багато реліктових берегових озер, що утворилися під час зниження рівня моря.

Озера Виртс'ярв і Чудське судноплавні.

### Болота
Значні площі країни (22 %) заболочені. Найбільші болота зосереджені в низовинній північній і західній частині, в долинах річок Пярну, Емайигі, Пильтсамаа, Педья, берега Чудського і Псковського озер; верхові болота поширені на головному вододілі країни, у внутрішніх западинах центральної й південної частини країни (мілкі болотця між моренними грядами). На північ від Чудського озера поширені заболочені ліси.

### Ґрунтові води
Ґрунтові води у великій кількості використовуються для водозабезпечення промислових, сільськогосподарських і комунальних підприємств (особливо Таллінн, Сланцевий басейн). Видобуток горючих сланців призводить до забруднення ґрунтових вод. Через меліоративні роботи з осушення боліт в багатьох регіонах рівень ґрунтових вод значно знизився.

## Ґрунти
Завдяки різноманіттю материнських порід, гідрологічного режиму й умов рельєфу ґрунти Естонії являють собою досить різнобарвний килим. Ґрунти в низовинних районах півночі, північного заходу і на островах дерново-карбонатні, що утворились на щебенистій карбонатній морені; по долинах річок Пярну і Казарі — дерново-глейові на смугастих глинах; на підвищеннях центру — родючі вилуговані дерново-карбонатні, а півдня — дерново-підзолисті. На крайній півночі й північному сході зустрічаються ареали кам'янистих підзолів. Значні площі (50 %) заболочені і потребують постійної меліорації; на пагорбах розвинена ерозія. 82 % земель, що знаходяться в обробітку, кам'янисті.

## Рослинність
На території Естонії налічується 1560 видів вищих рослин, 507 видів мохів, 786 видів лишайників, близько 2500 видів грибів, 1700 видів водоростей. 75 % видового флористичного різноманіття Естонії сконцентровано на західному узбережжі та островах Моонзундського архіпелагу.
Територія Естонії цілковито лежить у зоні мішаних лісів. Понад 47,8 % території Естонії вкрито лісами. Головний лісовий масив ділить країну навпіл смугою від південно-західного узбережжя до північно-східного кордону. Переважають (⅔ деревостою) хвойні породи: сосна на підзолистих піщаних ґрунтах, особливо в південно-східній та південній частині країни, ялина на дерново-підзолистих суглинках, що часто заміщують зведені широколистяні ліси. Широколистяні ліси ростуть на родючих ґрунтах західної та північної частини країни, реліктовими гаями збереглися в заплавах річок. З листяних порід поширені береза повисла і пухнаста, осика, вільха, дуб звичайний, клен, ясен, в'яз і липа. В підліску ростуть горобина звичайна, черемха звичайна, верба, на заході до них примішуються тис ягідний, яблуня лісова, горобина скандинавська, аронія, терен, глід. За радянських часів в Естонії під час укрупнення господарств значно розширили площі лісів (частка лісів зросла з 30 % у 1940 році до майже 50 % на кінець 1990-х років) за рахунок сільськогосподарських площ маловрожайних і віддалених від центральних садиб колгоспів, за рахунок заліснення закинутих кар'єрів, піщаних арен.
На виходах вапняків в північно-західній частині країни, острові Сааремаа поширені низкорослі рідколісся — альвари. В північно-східній і південно-західній частині країни на заболочених ґрунтах з проточними ґрунтовими водами, поряд із сфагновими болотами ростуть чорновільшаники. До 2 % території країни знаходиться під заростями ялівцю й ліщини.
Значна частина території республіки (до 25 %) — різної якості й видового складу луки й пасовища. Вони утворились на місці зведених лісів, постійних пасовищ і сінокосів. Заплавні луки зустрічаються по берегам річок півдня й заходу Естонії, приморські луки — на західному узбережжі. Приморські луки зазнають періодичного підтоплення солоною водою, тому на них росте специфічна галофітна флора.

У 1980 році в Естонії на одного мешканця в лісах збирали 10 кг ягід і 2-4 кг грибів.

## Тваринний світ
Для тваринного світу Естонії характерні представники зони мішаних лісів. Загалом ссавці в країні представлені 68 видами, з яких під критичною загрозою знаходиться лише норка європейська. Зустрічаються лось (7000 голів у 1980-х роках), сарна європейська (43 тис. голів у 1980-х роках), свиня дика (11 тис. голів у 1980-х роках), заєць сірий і білий, борсук, вивірка звичайна; на берегах водойм — візон річковий, бобер європейський та видра. З хижих: лисиця звичайна, куниця лісова, тхір лісовий, горностай, трапляються ведмідь бурий (800 особин у 1980-х роках), рись (1000 особин у 1980-х роках) і вовк.
У прибережних водах трапляються нерпа кільчаста у Ризькій затоці і тев'як довгомордий у Фінській затоці.
На території Естонії мешкають 3 види ящірок і 2 види змій, один з них отруйний — гадюка звичайна.
Під охороною знаходяться олень благородний, бурий ведмідь, бобер, летяга, ліщиновий вовчок (Muscardinus avellanarius) і садова соня (Eliomys quercinus), кажани, землерийки, їжак європейський і білочеревий, лісові мурахи, виноградний слимак, річкова скойка.

### Орнітофауна
Орнітофауна Естонії налічує 335 видів різних птахів, з яких 227 видів гніздуються, а 60 видів мешкають постійно. Характерні глушець і орябок для хвойних лісів, слуква для боліт, тетерук для лісових галявин. Зустрічаються лиска, бугай, пастушок, очеретянки, крижень й інші качки (на озерах і морському узбережжі), сова сіра, дятли, жайворонки, боривітер. На західних островах гніздяться: пухівка, чернь чубата, широконіска, крех великий, турпан, гусак сірий, чайки. Особливо численні птахи під час весняного і осіннього масового прольоту до місць літнього гніздування, або на зимівлю в тропічні країни.
Під охороною знаходяться сірий журавель, лелека чорний і білий, орлан-білохвіст, крачун, великий і малий підорлики, скопа, беркут, сапсан, біла куріпка, глушець, рибалочка, казарка, галагаз звичайний, пухівка, гагарка, лебідь-шипун, різні види дятлових і горобцевих.
Промислове значення мають курячі, гусячі та деякі сивкові.

### Іхтіофауна
Морська й прісноводна іхтіофауна Естонії налічує 70 видів риб. Через те, що солоність Балтійського моря поблизу узбережжя Естонії менша, багатство фауни його значно поступається океанічним морям. У прибережних водах — шпрот європейський, оселедець балтійський, тріска, камбала, лосось, морський сиг, вугор; у річках і озерах — тюлька, ряпушка, чудський сиг, лящ, плітка звичайна, окунь, судак, щука звичайна, налим. Найбільші запаси риби в затоці Пярну, Фінській й навколишніх водах острова Сааремаа.

У 1950-1960-ті роки було акліматизовано марала, благородного оленя і єнотоподібного собаку. Інтродуковано сріблястого карася і пелядь. Під повною забороною вилов знаходиться осетер європейський і сом.
Історично для лісової Естонії важливою частиною життя і господарства було мисливство. У 1980 році мисливцями було добуто 4700 лосів, 1900 козуль, 4200 кабанів.

## Стихійні лиха та екологічні проблеми
В Естонії досить велика частка використання земельного фонду на потреби сільського господарства. Велика частка земель в центрі й на заході заболочена, через що за радянських часів щорічно 40 тис. га сільськогосподарських угідь піддавали меліорації. Величезною проблемою для південних регіонів залишається ерозія ґрунтів.
Господарське використання водних ресурсів обмежене маловодністю конкретно окремих водотоків, сезонною і територіальною нерівномірністю потреб (найбільші водоспоживачі знаходяться в Таллінні й Сланцевому басейні). Через меліоративні роботи з осушення боліт в багатьох регіонах рівень ґрунтових вод значно знизився. Через інтенсивне сільське господарство внутрішні водойми забруднені фосфатами і продуктами життєдіяльності свійських тварин.
Наслідком інтенсивного видобутку горючих сланців на північному сході країни стала поява антропогенного ландшафту териконів, підтоплення і забруднення ґрунтових вод, атмосферного повітря діоксидом сірки (місцеві ТЕС).

## Охорона природи
На території Естонії за часів Естонської РСР рідкісні види рослин і тварин охоронялись в Лахемааському національному парку (649 км², заснований 1971 року) і 4 заповідниках: Нігулаському (охорона верхового болота і лісу), Матсалуському і Вільсандійському (рідкісних птахів), Війдумяеському (рідкісних рослин). Було створено 57 заказників: 30 болотних, 1 геологічний (озеро Каалі у метеоритному кратері), 3 ботанічних, 2 орнітологічних, 7 ботаніко-зоологічних, 14 ландшафтних (Кирвемаа, Вооремаа, Отепя, Карула, Хаанья, Хійумаа); 37 ландшафтних пам'яток природи (водоспади, окремі пагорби, кліфи, озера, відслонення, печери, карст тощо); взято під охорону 47 парків, 11 садків, 4 дендрарія, 330 окремих дерев, 222 великих камені. До Червоної книги було занесено 204 види рідкісних тварин і 119 видів рослин.
|                           |                                             |                                  |                          |                               |
| Національний парк Лахемаа | Вежа для спостерігання за птахами в Матсалу | Пагорби заказника Пих'я-Кирвемаа | Національний парк Карула | Ландшафтний заказник Кирвемаа |

У 1995 році парламент Естонії прийняв закон про сталий розвиток країни, а в 1996 році уряд затвердив стратегію з охорони навколишнього середовища. За часів незалежності заповідники були переформатовані у національні парки та заказники:
- Національний парк Вільсанді;
- Національний парк Карула;
- Національний парк Лахемаа;
- Національний парк Матсалу;
- Національний парк Соомаа;
- Кирвемааський ландшафтний заказник.

## Фізико-географічне районування
Фізико-географічно територію Естонії можна розділити на 4 райони, що відрізняються один від одного рельєфом, кліматом, рослинним покривом:
- Північна Естонія. Вапнякове плато, що зазнало найбільшого антропогенного впливу. Найзаселеніша частина країни.
- Західна Естонія. Вапнякові моренні рівнини, на яких альвари перемежовані ріллею на пагорбах і луками на низинах. Камові поля і зандрові рівнини. Найменш заселена частина країни, переважно долини річок.
- Центральна Естонія. Моренні рівнини з родючими ґрунтами найпридатніші для сільського господарства. Багато друмлінів, між якими болота і озера.
- Південна Естонія. Горбисто-моренні ландшафти з крутими еродованими схилами пагорбів. Болотисті низини на північно-східному узбережжі озера Виртс'ярв майже безлюдні.